# E115
La ruta europea E115 és una carretera que forma part de la Xarxa de carreteres europees. Comença a Iaroslavl (Rússia) i finalitza a Novorossiïsk (Rússia). Té una longitud aproximada de 2807 km.
Té una orientació de nord a sud. La carretera passa per les ciutats de Iaroslavl, Moscou, Vorónej, Nóvgorod, Rostov del Don, Krasnodar i Novorossiïsk.

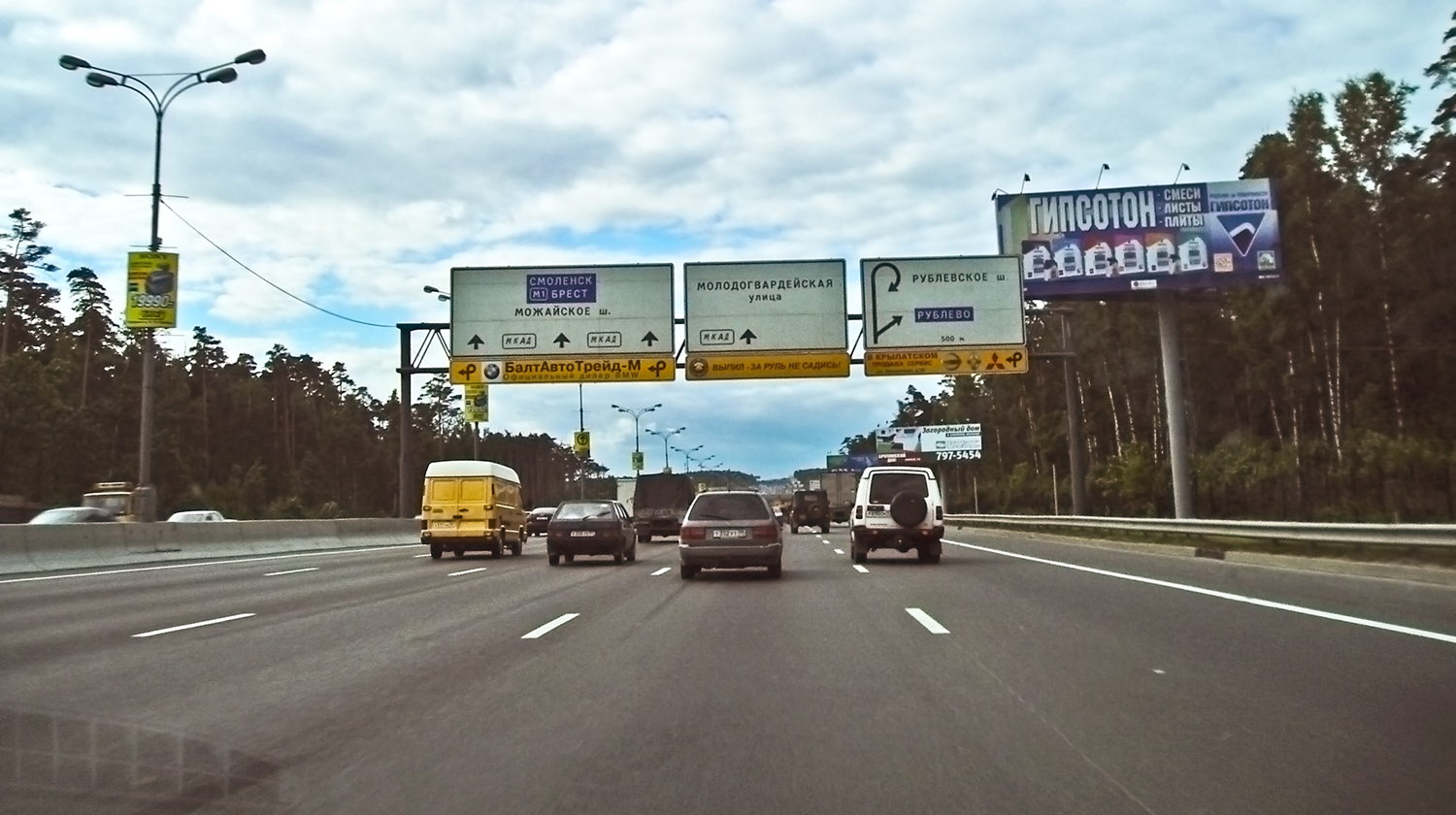
La ruta E115 al nord de Moscou (Rússia).